# Espe, Danmark
Espe är en tätort i Fåborg-Midtfyns kommun i Region Syddanmark i Danmark. Tätorten har 505 invånare (2024). Den ligger på Fyn, cirka 6 kilometer sydväst om Ringe.